# Бочка (архитектура)

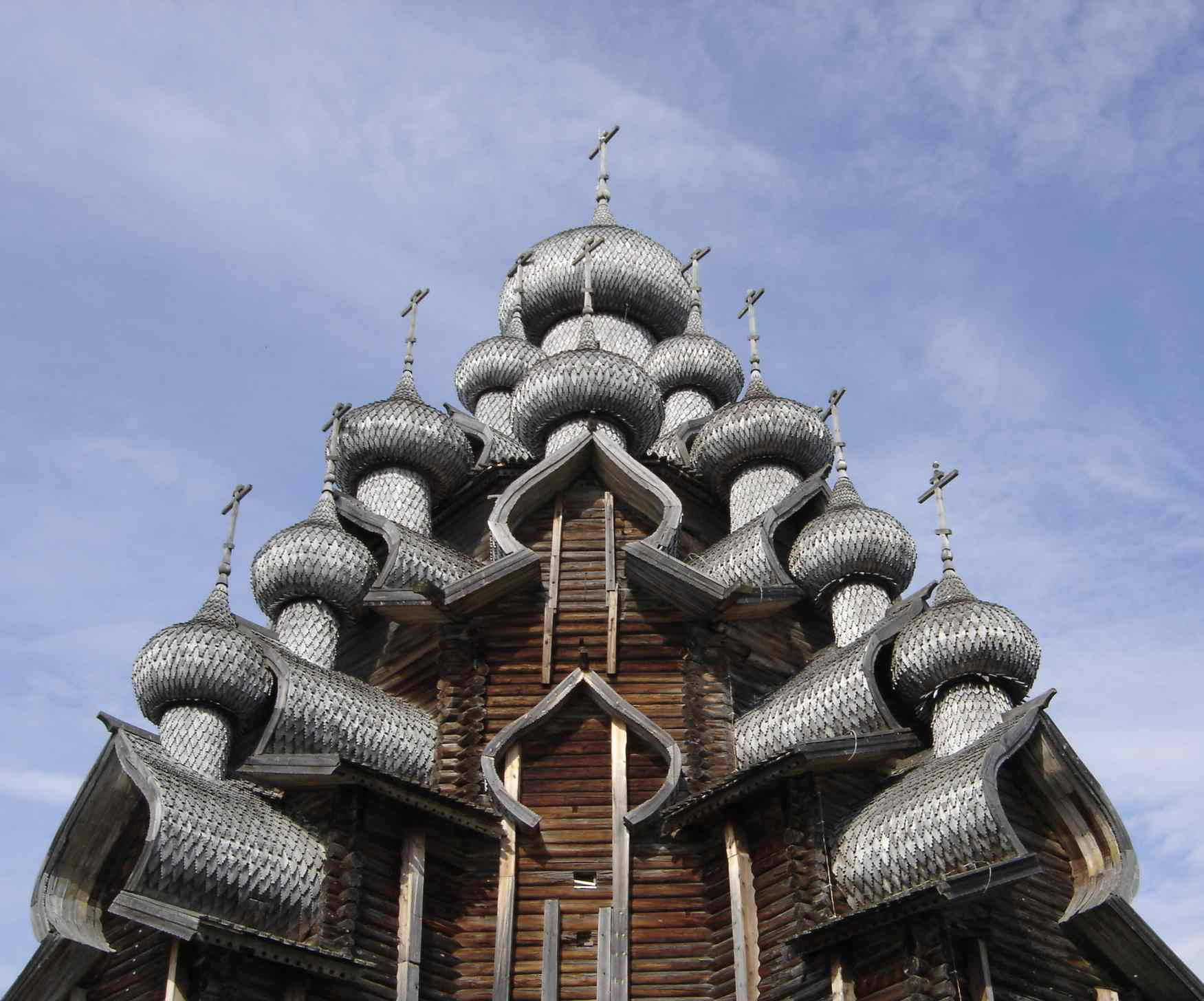
Преображенская церковь на острове Кижи. В качестве перекрытий во множестве использованы «бочки».

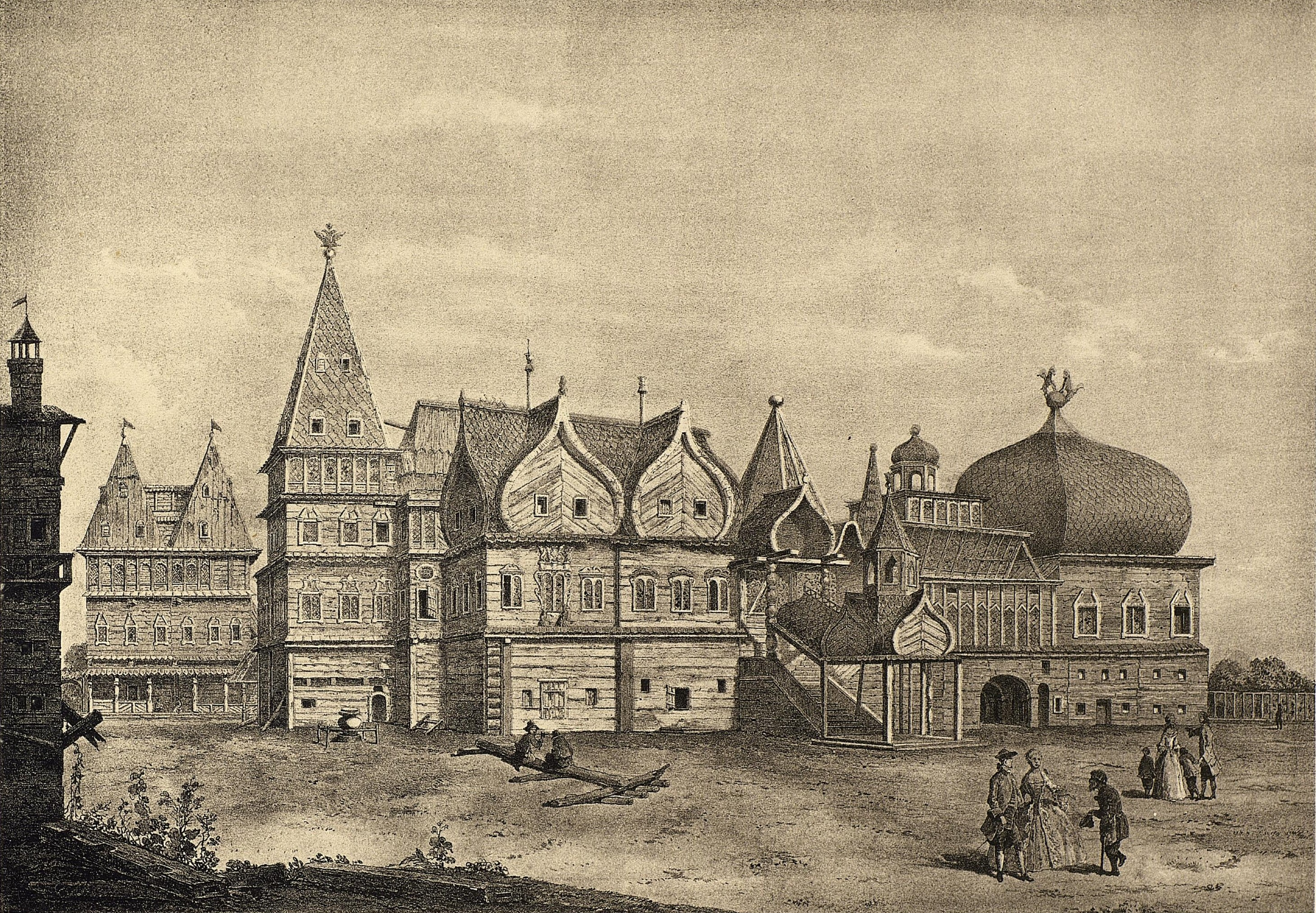
Дворец царя Алексея Михайловича в Коломенском. Палаты в центральной части фасада перекрыты двойной «крещатой бочкой».

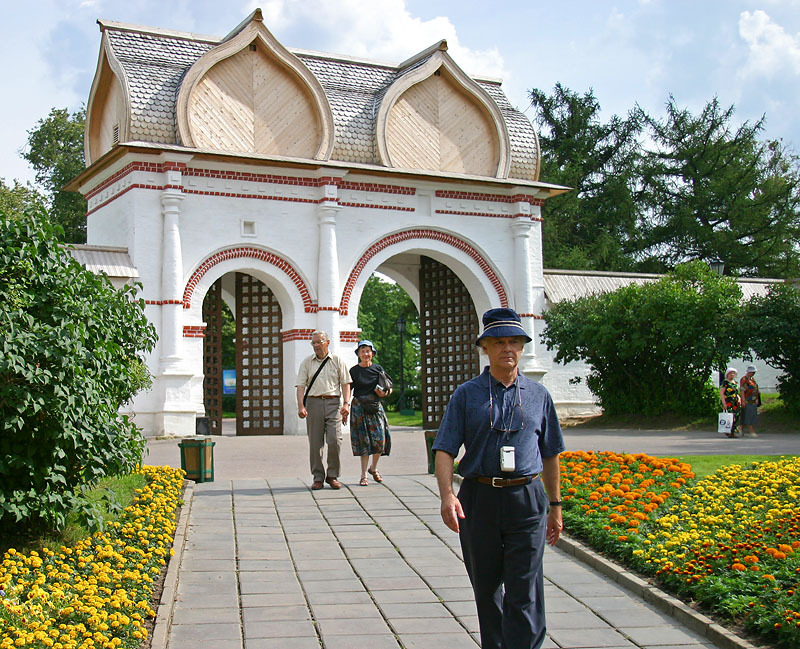
Каменные ворота в Коломенском, покрытые двойной «крещатой бочкой». XVII век.

Бо́чка в архитектуре — устоявшееся в русской традиции обозначение своеобразного типа крыши гражданских и церковных зданий. Имеет сложную конфигурацию и по форме представляет собой незамкнутый цилиндр или, реже, полуцилиндр, с повышенным и заострённым верхом, в результате чего на фасаде образуется килевидный фронтон, напоминающий храмовую главу — «луковицу» в разрезе.
Точно определить время появления «бочки» затруднительно. Конструктивно «бочка» является модификацией так называемой самцовой двускатной крыши — одной из древнейших методик возведения крыши срубного здания. В рамках данной методики брёвна фронтонов — «самцы» — постепенно укорачиваются по мере приближения к коньку, при этом завершением фронтона служит вырубленная из бревна деталь, близкая по форме к треугольнику. В концы самцов врубаются слеги, которые и служат основой обрешётки для настила кровли. С развитием деревянного зодчества, самцовая кровля эволюционировала в сторону усложнения — в частности, строители не ограничивалась чисто треугольной формой фронтона. Варьируя длину самцов, зодчие получали покрытия достаточно разнообразных конфигураций, из которых наибольшее распространение получила своеобразная кровля, близкая по форме к луковичным главам храмов, которая и получила имя «бочка». Если самцы устанавливались с четырёх сторон сруба, происходило пересечение двух «бочек», образующее так называемую «крещатую» или «крестовую бочку».
Наиболее широко «бочки» распространились в церковном и гражданском зодчестве в период XVII—XVIII веков. Главным образом данный тип кровель использовался в деревянном зодчестве, в особенности в архитектуре Русского Севера и дворцовой архитектуре (характерный пример широкого использования «бочек» — дворец царя Алексея Михайловича в Коломенском, где в изобилии встречаются усложнённые «крещатые бочки»). Значительно реже «бочки» встречались в каменной архитектуре, к примеру, в Благовещенской церкви в селе Тайнинском Московской области и Успенской церкви в Нижнем Новгороде.
В XIX веке, с отходом от традиций русской архитектуры и повсеместным переходом к стропильной конструкции кровли, «бочки» практически исчезли из строительной практики и вновь появились лишь на рубеже XIX—XX веков в качестве характерного элемента неорусского стиля. Именно в этом качестве они присутствуют в храмовых зданиях данного периода, таких, как храм Спаса Нерукотворного Образа в Абрамцеве и Храм Святителя Николая у Соломенной сторожки.